# European Film Promotion

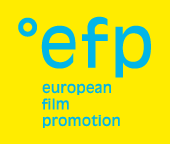
Logo European Film Promotion

European Film Promotion (EFP) je společnost sdružující mezinárodní filmové evropské organizace. Byla založena v roce 1997. Jejím úkolem je propagovat a „prodávat“ evropskou kinematografii. EFP zahrnuje aktuálně 32 národních organizací z 33 evropských zemí. Poslední organizací, která vstoupila na konci roku 2011, byla Georgian National Film Center.

## Hlavní činnosti
- Zlepšit konkurenční potenciál na mezinárodním trhu pro evropské filmy
- Usnadnit vstup na trh pro evropské filmové profesionály
- Podporovat rozvoj nových trhů pro evropský film
- Zvýšit distribuční možnosti evropských filmů
- Poskytnout znalosti a zkušenosti členů EFP přes společnou organizaci

## Projekty
- Shooting Stars – EFP ročně představuje 10 začínajících herců a hereček z 10 různých zemí tisku, veřejnosti i filmovému průmyslu během prvního týdne na Berlínském mezinárodním filmovém festivalu
- Shooting Stars On Tour – představení začínajících herců a hereček na vybraných filmových světových festivalech
- Producers on the Move na filmovém festivalu v Cannes – obsahuje tiskovou kampaň a inzerci v hlavních mediích, společný oběd mladých tvůrců a cca 180 evropských producentů
- Variety’s Ten Euro Directors To Watch – představení 10 filmů mladých evropských tvůrců na filmovém festivalu v Karlových Varech
- Industry Screenings – aktivita od roku 2005, jde o představení několika filmů s komerčním potenciálem z různých evropských zemích v USA, projekce se koná v červnu v New Yorku a další projekce je v listopadu v Los Angeles
- Producers Lab Toronto – společný program pro 12 evropských a 12 kanadských výrobců na mezinárodním filmovém festivalu v Torontu s cíle podpořit výměnu projektů, nápadů a znalostí s cílem zvýšit počet koprodukcí
- Film Sales Support – podpora evropského filmu na několika mezinárodních neevropských filmových festivalech a filmových trzích (např. Sundance, Toronto, Guadalajara, Shanghai, Hong Kong International Film & TV Market (FILMART), Asian Film Market (Busan, Korea), American Film Market)
- European Umbrella offices – semináře, workshopy, projekce na vybraných mezinárodních filmových trzích (e.g. the Hong Kong International Film & TV Market (FILMART), American Film Market, Guadalajara Film Market at the Festival Internacional de Cine en Guadalajara)

## Členové
- Albanian National Center of Cinematographie, Albánie
- Austrian Film Commission, Rakousko
- Baltic Films, Estonsko, Litva, Lotyšsko
- British Council, Spojené království Velké Británie a Severního Irska
- Bulgarian National Film Center, Bulharsko
- Cinecittà Luce-Filmitalia, Itálie
- Croatian Audiovisual Centre, Chorvatsko
- České filmové centrum, Česko
- Danish Film Institute, Dánsko
- EYE Film Institute Netherlands, Nizozemsko
- Film Center Serbia, Srbsko
- Film Fund Luxembourg, Lucembursko
- Finnish Film Foundation, Finsko
- Flanders Image, nizozemsky mluvící Belgie
- Georgian National Film Center, Gruzie
- German Films, Německo
- Greek Film Centre, Řecko
- Icelandic Film Centre, Island
- Instituto de la Cinematografía y de las Artes Audiovisuales / ICAA, Španělsko
- Instituto do cinema, audiovisual e multimédia / ICA, Portugalsko
- Irish Film Board, Irsko
- Macedonian Film Fund, Makedonie
- Magyar Filmunió, Maďarsko
- Norwegian Film Institute, Norsko
- Polish Film Institute, Polsko
- Romanian Film Promotion, Rumunsko
- Slovenský filmový ústav, Slovensko
- Slovenian Film Centre, Slovinsko
- Swedish Film institute, Švédsko
- Swiss Films, Švýcarsko
- Unifrance, Francie
- Wallonie Bruxelles Images, francouzsky mluvící Belgie